# Eucampsipoda africana
Eucampsipoda africana är en tvåvingeart som beskrevs av Theodor 1955. Eucampsipoda africana ingår i släktet Eucampsipoda och familjen lusflugor. Inga underarter finns listade i Catalogue of Life.